# Commandos Justícia contra el Genocidi Armeni

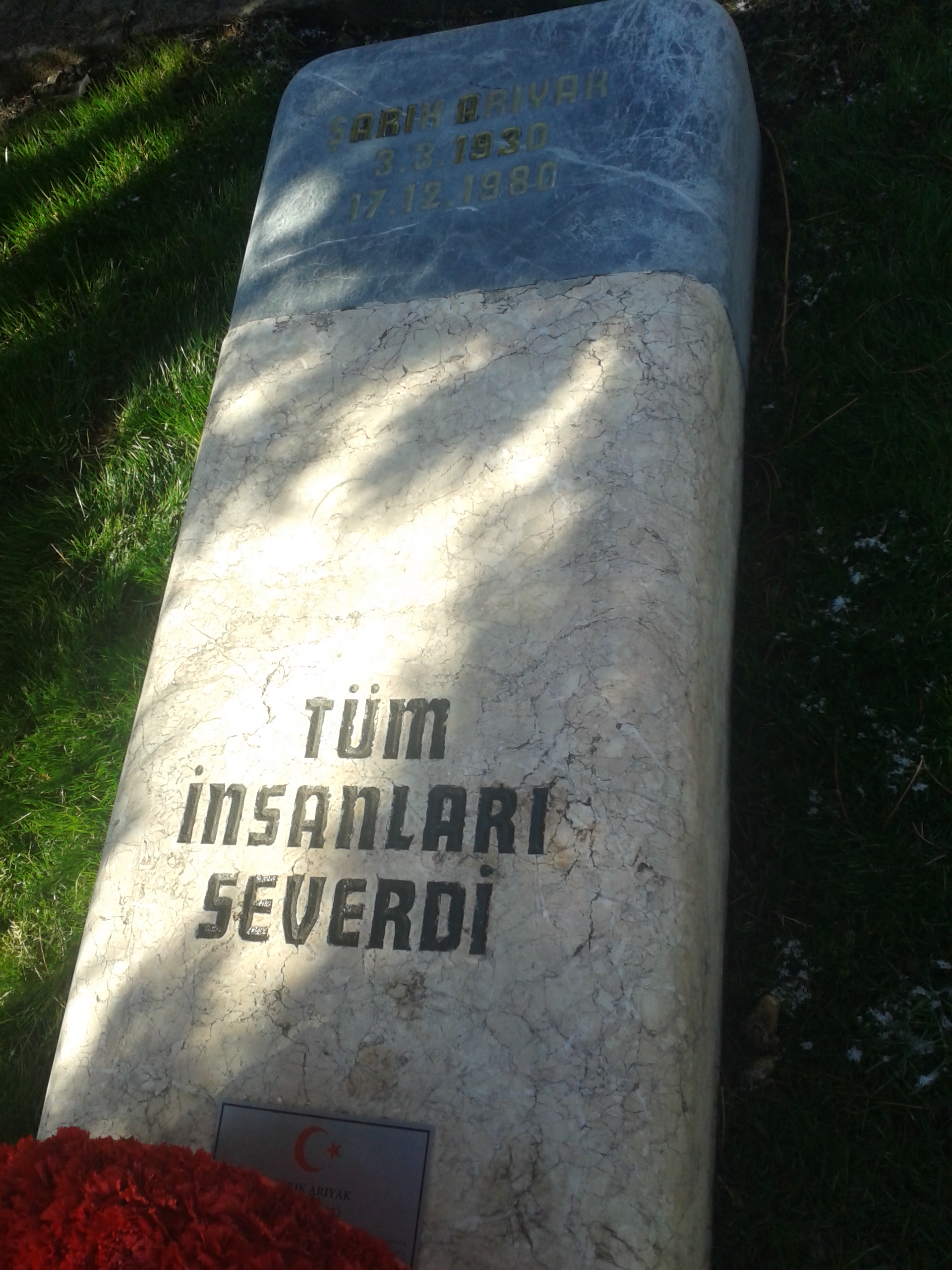
Tomba de Şarık Arıyak, Cònsol General de Turquia en Sydney assassinat pels CJGA el 1980. Sobre la tomba diu: Tüm insanları severdi ("Estimava a tothom" en turc.)

Els Commandos Justícia contra el Genocidi Armeni (CJGA) (armeni: Հայկական Ցեղասպանութեան Արդարութեան Մարտիկներ, ՀՑԱՄ) van ser una organització armada armènia que va operar en diversos països entre el 1975 i el 1987. El seu objectiu era aconseguir el reconeixement del genocidi armeni per part de Turquia, així com l'establiment d'una Armènia independent (inclòs l'extrem oriental de Turquia), motiu pel qual desenvoluparen una campanya d'atacs contra representants de la República turca (principalment diplomàtics turcs) arreu del món.

## Afiliació amb la Federació Revolucionària Armènia
Els CJGA van ser la branca militar de la Federació Revolucionària Armènia (FRA). Aquest fet es va fer patent ja el maig de 1976, quan un membre dels CJGA va ser assassinat quan la seva pròpia bomba va esclatar a la seu de la FRA a París. Es va confirmar quan el politòleg francès Gaïdz Minassian va aconseguir el permís per consultar els arxius de la FRA per realitzar la seva tesi doctoral. En diverses ocasions, els diaris oficials de la FRA, als Estats Units, França i al Líban, van justificar la lluita armada, publicant comunicats oficials dels CJGA. Aquesta elecció tenia profundes arrels en la història de la FRA: el partit ja havia utilitzat el terrorisme diverses vegades, tant contra l'Imperi Otomà com contra armenis contraris a la seva política, essent el més famós el cas de l'assassinat de Bedros Kapamaciyan, alcalde de Van, el desembre de 1912, i el de l'arquebisbe Leon Tourian, el 24 de desembre de 1933.
Les branques legals de la FRA recaptaven diners per assumir els costos dels membres dels CJGA arrestats. El cas més famós és el de Harry Sassounian, sentenciat a cadena perpètua per l'assassinat del Cònsul General turc a Los Angeles. Segons el diari Asbarez (15 d'octubre de 1983), dotzenes de milers d'armenis (simpatitzants i militants de la FRA) van participar en els grups de solidaritat amb Sassounian. La FRA francesa va organitzar una manifestació davant del consulat estatunidenc a Lió, en protesta contra l'arrest de Sassounian. La FRA també va donar suport a Harutyun Krikor Levonian i Alexander Elbekyan, sentenciats a vint anys de presó per l'assassinat de Galip Balkar, ambaixador turc a Belgrad, tant amb diners com amb declaracions de suport; i a Max Hraïr Kilndjian, sentenciat a dos anys de presó per l'intent d'assassinat de l'ambaixador turc de Suïssa.
El 1982 un intent d'atemptat amb bomba a l'edifici del consulat turc a Filadèlfia fou aturat just a temps per l'FBI; el líder del grup, Vicken Hovsepian, fou sentenciat a sis anys de presó. Actualment, Vicken Hovsepian és el principal líder de la FRA als Estats Units. El gener de 2001, un altre líder de la FRA americana, Mourad Topalian, fou sentenciat a 37 mesos de presó per emmagatzematge il·legal d'armes i explosius, en benefici dels CJGA.
Les activitats dels CJGA es van concentrar en països d'Europa i Amèrica del nord, atacant interessos turcs.

## Altres noms
El 1983, els CJGA van adoptar el nom d'"Exèrcit Revolucionari Armeni (ERA)" Com fins llavors, els diaris afiliats a la FRA van publicar els comunicats de l'ERA, així com articles que donaven suport a les seves reclamacions.
Sota el nom de "Front grec-búlgar-armeni", els CJGA van perpetrar l'atac al consolat turc de Melbourne (Levon Demirian fou sentenciat a deu anys de presó per aquest fet) i l'atac a unes instal·lacions de correus de Brisbane, el 19 de gener de 1987.